# 브리크루의 연회
브리크루의 연회(고대 아일랜드어: Fled Bricrenn 플러드 브리크런, 아일랜드어: Fleadh Bhricreann)는 아일랜드 신화의 얼스터 대계에 속하는 이야기다.
말썽꾼 브리크루가 둔 두드라거(오늘날의 다운주 둔드럼)의 새 집에서 연회를 열고 울라의 귀족들을 초대한다. 초대받아 온 이들 중에는 쿠 훌린, 코날 케르나크, 로가러 부다흐 세 명의 영웅이 있었는데, 이들은 쿠라드미르를 놓고 다투게 된다. 그들은 다양한 종목으로 솜씨를 겨루고, 코나크타로 가서 알릴과 메브 부부에게 물어보고, 이후에는 무운으로 가서 쿠 리에게 물어본다. 모든 경우에서 쿠 훌린이 으뜸으로 판정나지만 다른 둘은 그것을 인정하기를 거부한다. 그 뒤 셋은 울라의 수도 에번 바허로 돌아가는데, 한 거한이 셋에게 자기의 목을 자르고 나서 자기가 셋의 목을 자르는 것으로 담력 시험을 하자고 한다. 로가러가 먼저 거한의 목을 쳤지만 거한은 목을 다시 붙이고는 목을 내밀라고 한다. 로가러는 도망가고, 두 번째인 코날도 마찬가지 과정을 겪은 뒤 도망간다. 오로지 쿠 훌린만이 거한에게 순순히 목을 내밀었다. 그러자 거한은 자신이 둔갑한 쿠 리였음을 밝히고 쿠 훌린을 살려준다. 쿠 리는 쿠 훌린의 용기야말로 명백한 1인자임을 증거한다고 선언한다.
이 이야기는 8세기에 성립된 것으로 추측되며, 1106년경 필사본인 『회갈색 암소의 서』를 비롯한 여러 필사본에 채록되어 있다. 전사들이 쿠라드미르를 놓고 다투는 모티브는 마찬가지로 얼스터 대계에 속하는 막 다 호의 돼지 이야기에서도 나타나고, 고전시대 저술가들이 기록한 대륙 켈트족의 관습에서도 나타난다. 참수 내기 모티브 역시 고전시대 기록에서 나타나며, 후대의 작품인 『가웨인 경과 녹기사』 같은 데서도 나타난다.